# Sneslev (plaats)
Sneslev is een plaats in de Deense regio Seeland, gemeente Ringsted. De plaats telt 363 inwoners (2008).